# Hernádi Miklós
Hernádi Miklós (Budapest, 1944. január 16. – 2020. szeptember 9.) magyar művészeti író, műfordító, szociológus.

## Életpályája
1962–1967 között az Eötvös Loránd Tudományegyetem Bölcsészettudományi Karának angol szakán tanult. 1967–1969 között a Központi Fizikai Kutatóintézet nyelvtanára. 1969–1973 között az Élet és Irodalom, valamint a Valóság folyóirat munkatársa. 1977–1980 között a Magyar Tudományos Akadémia aspiránsa. 1980–1989 között a Gondolat Könyvkiadó társadalomtudományi szerkesztője. 1989–1992 között a Szombat folyóirat főszerkesztőjeként dolgozott. 1992-ben a Kommentár szerkesztője, és a Magyarországi Zsidó Fórum egyik alapítója volt. 1998–2001 között a Magyar Tudomány felelős szerkesztője.

## Főbb művei
- Futószalag és kultúra. Esszék a mai amerikai kulturális életről; szerk. Bart István, Hernádi Miklós; Gondolat, Bp., 1972
- A közhely természetrajza; Gondolat, Bp., 1973
- Esettanulmány; Magvető, Bp., 1974 (kisregény)
- Közhelyszótár; Gondolat, Bp., 1976
- Munka közben (40 beszélgetés tudományról, társadalomról, 1979)
- Tárgyak a társadalomban. Bevezetés a tárgyak rendszerébe (esszé, 1982)
- Aranycsapat. A film születése, és ami a filmből kimaradt...; interjúk, dokumentumvál. Surányi András, sajtó alá rend., szerk. Hernádi Miklós; Mafilm, Bp., 1982
- Átkelés. Regény; Szépirodalmi, Bp., 1983
- A fenomenológia a társadalomtudományban. Válogatás; vál., tan. Hernádi Miklós, ford. Hernádi Miklós, Szalai Pál, Zemplényi Ferenc; Gondolat, Bp., 1984
- Olyan, amilyen? Körkép új kultúránkról; Kozmosz Könyvek, Bp., 1984 (Az én világom)
- Ünneplő társadalom. Ünnepi viselkedések a mai Magyarországon (esszé, 1985)
- Közhelyszótár; 2. bőv. kiad.; Gondolat, Bp., 1985
- Nemek és igenek. A feminizmus vitaanyagából (szerkesztette, 1988)
- Válni veszélyes! Családbomlás Magyarországon (1989)
- Kisbetűs történelem. A mindennapi élet elméletéhez; Gondolat, Bp., 1990
- Amit minden férfinak tudnia kell a házasságról és a törvényszerű(?) alulmaradásról (1990)
- Otto (regény, 1990; németül: Weiningers Ende, 1993)
- Közhelyszótár; 4. bőv. kiad.; Aranyhal, Bp., 2001
- Családbomlás az ezredfordulón. Angolszász adatok és álláspontok kritikai értekezése; Akadémiai, Bp., 2001
- Klikk! (2009)
- Zsidó írók és művészek a magyar progresszióban, 1860–1945; Noran Libro, Bp., 2010
- Együtt vagy külön? Magyar-zsidó együttélés a szociológus szemével; Akadémiai, Bp., 2013
- A zsidó vicc világképe; Gondolat, Bp., 2014

## Műfordításai
- John Braine: A féltékeny Isten (regény, 1970)
- Studs Terkel: Chicago (keresztmetszet, esszé, 1972)
- Malcolm Bradbury: Embert enni nem való(wd) (regény, 1974)
- Daniel Defoe: Roxana, avagy a szerencsés kedves (regény, 1979)
- Arthur Bloch: Murphy törvénykönyve avagy miért romlik el minden? Parodisztikus aforizmák (1985)
- M. E. Kerr: Duci és a heroin (regény, 1986)
- Murphy (kis)asszony törvénykönyve, avagy ami el tud romlani, az el is romlik… …és ha elromlik, mindig egy nőnek kell intézkednie (1988)
- Desmond Morris: A csupasz majom; utószó Csányi Vilmos, ford. Hernádi Miklós; Európa, Bp., 1989
- Anthony A. Wollner: Miben ne higgyünk? Útmutató újfajta gondolkodáshoz (esszék, 1990)
- Bryce Lansky: A Murphy szülők szextörvénykönyve (1990)
- Arthur Bloch: Az eredeti, teljes és végre végérvényes Murphy törvénykönyve (1993)
- Klaus Honnef: Andy Warhol (1928-1987). Tucatáruból műalkotás (1994)
- Jan Gympel: Az építészet története. Az ókortól napjainkig (esszé, 1997)
- Don Cupitt: Eltűnt istenek nyomában (tanulmány, 1997)
- Kubizmus (2006)
- Murphy törvénykönyve (2006)
- Andy Warhol (2007)

## Díjai, kitüntetései
- A szociológiai tudományok kandidátusa (1982)
- A Magyar Tudományos Akadémia doktora (2003)